# Myosotis butorinae
Myosotis butorinae är en strävbladig växtart som beskrevs av Stepanov. Myosotis butorinae ingår i släktet förgätmigejer, och familjen strävbladiga växter. Inga underarter finns listade i Catalogue of Life.